# Елізабет Генстридж
Елізабет Генстридж (англ. Elizabeth Henstridge, род. 11 вересня 1987, Шеффілд) — англійська актриса. Найбільш відома за роллю Джемми Сіммонс в серіалі «Агенти Щ.И.Т.».

## Раннє життя
Елізабет Хенстридж народилася в Шеффілді, Англія. Відвідувала школу Медоухед і школу короля Едуарда VII і У 2009 році закінчила Бірмінгемський університет. Навчалася в акторській школі East 15, а пізніше переїхала до Лос-Анджелеса.

## Кар'єра
Генстрідж дебютувала як професійна акторка в короткометражному фільмі 2010 року «Під гілками яблуні» та короткометражному фільмі «І дитина» 2011 року. Вона дебютувала на телебаченні в 2011 році, з'явившись у ролі Емілі Александр у довгостроковій британській мильній опері "Холліокс".
На початку 2012 року Хенстридж отримала головну роль в пілота  The CW «Притулок», виробництва Джей Джей Абрамса. 
Потім вона знялася у фільмі жахів «Томпсони» (2012), кримінальній драмі «Стрілянина над Бродвеєм» (2013) і драматичному фільмі «Дістань мене, якщо зможеш» (2014).
У листопаді 2012 року Генстрідж була обрана на роль агента Джемми Сіммонс, постійного персонажа в супергеройському серіалі ABC «Агенти Щ.И.Т.», дія якого розгорталася в кінематографічному всесвіті Marvel. Серіал було замовлено 10 травня 2013 року, а прем'єра відбулася на ABC 24 вересня 2013 року.
У 2016 році Генстрідж повторила роль Джемми Сіммонс в анімаційній формі в епізоді супергеройського серіалу Disney XD Ultimate Spider-Man. Того ж року її взяли на роль Ебігейл Фолгер у фільмі жахів «Вовки за дверима», заснованому на вбивствах сумнозвісної родини Менсонів. Фільм був випущений Direct-to-DVD у Сполучених Штатах 18 квітня 2017 року.
У 2019 році Генстрідж зіграла роль Джесіки Купер у різдвяній романтичній комедії каналу Hallmark «Різдво на площі». 
У березні 2020 року було оголошено, що вона зіграє головну роль у драматичному трилері Apple TV+ «Підозра» разом із Умою Турман. Генстрідж грає Тару, молодшого наукового співробітника в Оксфорді та одну з підозрюваних у справі Лео Ньюмана.
7 грудня 2021 року було оголошено, що вона буде режисером епізоду серіалу CW Superman & Lois, який вийшов в ефір у 2022 році.

## Особисте життя
З 2012 року Хенстрідж була у стосунках з актором і онлайн-інфлюенсером Закарі Абелем. Вони познайомилися на зйомках фільму «Притулок». 22 квітня 2019 року вона оголосила про їхні заручини дописом в Instagram. Вони одружилися в Англії в серпні 2021 року.

## Фільмографія
| Год       | Назва українською         | Назва англійською          | Роль                 | Примітка                                                   |
| --------- | ------------------------- | -------------------------- | -------------------- | ---------------------------------------------------------- |
| 2010      | Під гілками яблуні        | Easy Under the Apple Bough | дочка фермера        | Короткометражний фільм                                     |
| 2011      | І дитина                  | And the Kid                | дитина               | Короткометражний фільм                                     |
| 2011      | Холліокс                  | Hollyoaks                  | Емілі Олександр      | Другорядна роль (з 10 березня 2011 по 17 травня 2011 року) |
| 2012      | притулок                  | Shelter                    | Грейс                | Пілот                                                      |
| 2012      | томпсони                  | The Thompsons              | Райлі Стюарт         |                                                            |
| 2013      | Стрілянина над Бродвеєм   | Gangs of Tooting Broadway  | Кейт                 |                                                            |
| 2013      | делікатес                 | Delicacy                   | незаймана            | Короткометражний фільм                                     |
| 2013-2020 | Агенти Щ.И.Т.             | Agents of S.H.I.E.L.D.     | Агент Джемма Сіммонс | Регулярна роль Режисер 9 серії 7 сезону (2020)             |
| 2014      | Дістань мене, якщо зможеш | Reach Me                   | Єва                  |                                                            |
| 2016      | Вовки у двері             | Wolves at the door         | Ебігейл Фолджер      |                                                            |